# President de Xipre
El president de Xipre és el cap d'Estat i el cap de govern de la República de Xipre. El càrrec es va crear l'any 1960, després que Xipre obtingués la independència del Regne Unit. Actualment, i des del 28 de febrer de 2023, ostenta el càrrec Nicos Christodoulides (DISY).
D'entre tots els estats membres de la Unió Europea, Xipre és l'únic en el que es combinen els rols de cap d'estat i cap de govern, convertint-se així en l'únic amb un sistema de govern completament presidencialista. La Constitució de 1960 preveu un vicepresident xipriota turc amb amplis drets de veto, però des de 1963 els oficials turcoxipriotes van abandonar totes els càrrecs d'Estat, inclòs el de vicepresident, desocupat des de llavors.
El president rep oficialment el tracte de "la seva excel·lència" i obté un salari anual de 77,182 euros.

## Llista dels presidents des de 1960
| Núm. | Nom                                            | Imatge | Inici                 | Fi                    | Partit      |
| ---- | ---------------------------------------------- | ------ | --------------------- | --------------------- | ----------- |
| 1.   | Arquebisbe Macari III (Primer mandat)          |        | 16 d'agost de 1960    | 15 de juliol de 1974  | Independent |
| 2.   | Nikos Sampson                                  |        | 15 de juliol de 1974  | 23 de juliol de 1974  | EOKA-B      |
| 3.   | Glafkos Klerides (Primer mandat, Interinament) |        | 23 de juliol de 1974  | 7 de desembre de 1974 | EK          |
| 4.   | Arquebisbe Macari III (Segon mandat)           |        | 7 de desembre de 1974 | 3 d'agost de 1977     | Independent |
| -    | Vacant                                         |        | 3 d'agost de 1977     | 3 de setembre de 1977 | -           |
| 5.   | Spyros Kyprianou                               |        | 3 de setembre de 1977 | 28 de febrer de 1988  | DIKO        |
| 6.   | George Vasiliou                                |        | 28 de febrer de 1988  | 28 de febrer de 1993  | Cap/EDI     |
| 7.   | Glafkos Klerides (Segon mandat)                |        | 28 de febrer de 1993  | 28 de febrer de 2003  | DISY        |
| 8.   | Tassos Papadópulos                             |        | 28 de febrer de 2003  | 28 de febrer de 2008  | DIKO        |
| 9.   | Dimitris Khristófias                           |        | 28 de febrer de 2008  | 28 de febrer de 2013  | AKEL        |
| 10.  | Nicos Anastasiades                             |        | 28 de febrer de 2013  | 28 de febrer de 2023  | DISY        |
| 11.  | Nicos Christodoulides                          |        | 28 de febrer de 2023  | actualitat            | Independent |